# Bataille du fleuve Yalou (1904)
Pour les articles homonymes, voir Bataille du fleuve Yalu.
Guerre russo-japonaise
Batailles
- Port-Arthur (1re)
- Chemulpo
- Yalou
- Nanshan
- Te-li-Ssu
- Incident du Hitachi Maru
- Col de Motien
- Tashihchiao
- Port-Arthur (2e)
- Hsimucheng
- Mer Jaune
- Ulsan
- Korsakov
- Liaoyang
- Cha-Ho
- Sandepu
- Mukden
- Tsushima
- Invasion de Sakhaline

La bataille du fleuve Yalou (en russe : Бой на реке Ялу, Boĭ na reke Yalu) (en japonais : 鴨緑江会戦, Ōryokkō Kaisen), du 30 avril au 1er mai 1904, est le premier affrontement terrestre de la guerre russo-japonaise. Elle a lieu près de Wiju (actuelle ville de Uiju en Corée du Nord) dans le cours inférieur du Yalou à la frontière entre la Corée et la Chine.

## La Situation russe
La stratégie du commandant russe d'extrême-orient, le général Alexeï Kouropatkine, est d'engager les Japonais uniquement en se défendant, en attendant l'arrivée d'assez de renforts via le transsibérien pour prendre l'offensive. Il estime qu'il faut au moins six mois pour réunir une force suffisamment nombreuse. Il a reçu également des ordres stricts du vice-roi Ievgueni Ivanovitch Alekseïev de ne pas s'opposer à la progression japonaise en Corée mais de tenir la ligne du fleuve Yalou pour empêcher les Japonais d'entrer en Mandchourie.
Le 22 avril 1904, Kouropatkine envoie le « détachement oriental » dirigé par le lieutenant-général Mikhaïl Zassoulitch (en) composé de 16 000 hommes d'infanterie, 5 000 cavaliers, et quelque 62 pièces d'artillerie, pour mettre en place une zone fortifiée sur la rive nord du Yalou. Cette force est cependant étalée sur plus de 250 km alors que l'armée japonaise s'apprête à concentrer ses efforts sur un seul point choisi. De plus, le général Zassoulitch sous-estime les Japonais. La plupart des forces russes sont déployées près de Wiju pour bloquer la route principale de la Corée à la Mandchourie. De petits détachements gardent les cours supérieurs et inférieurs du fleuve.

## La Situation japonaise

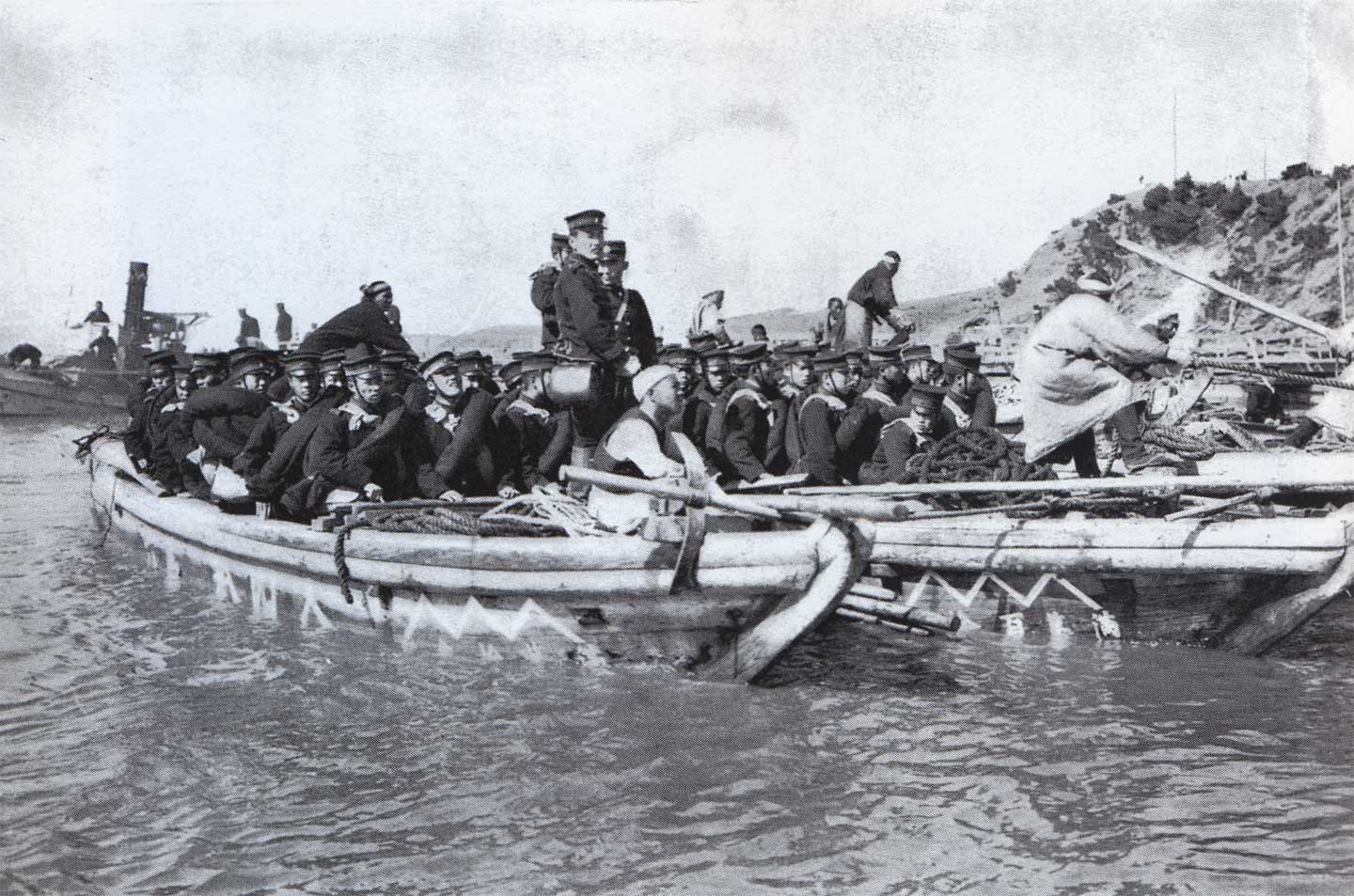
Troupes japonaises débarquant à Nampo.

Après le succès de la marine impériale japonaise à la bataille de Chemulpo le 9 février 1904, la route est libre pour l'armée impériale japonaise qui déploie les 2e et 12e divisions, ainsi qu'une division de la garde impériale de la 1re armée, sous le commandement du major-général Kuroki Tamemoto, en Corée. Les forces totales japonaises comprennent 42 000 hommes. La 1re armée avance rapidement vers le Nord depuis Chemulpo (actuelle Incheon), et entre dans Pyongyang le 21 février 1904 puis dans Anju le 18 mars 1904. Ayant tiré des leçons de la première guerre sino-japonaise en ce qui concerne la logistique et le transport, l'armée japonaise emploie quelque 10 000 travailleurs locaux bien rémunérés et les nourrit et équipe également. Cela contraste fortement avec le comportement précédent des troupes russes dans le Nord de la Corée.
En s'emparant du port de Chinampo (actuel Nampo en Corée du Nord) à l'embouchure du fleuve Taedong qui traverse Pyongyang, les Japonais peuvent débarquer le reste de la 1re armée le 29 mars.
Le 21 avril 1904, la 1re armée japonaise se réunit et progresse discrètement au Sud de Wiju. Les Japonais sont à l'exacte position qu'ils tenaient en août 1894 sur la rive sud du Yalou. Ils connaissant la position exacte des Russes grâce à des renseignements provenant d'éclaireurs déguisés en pêcheurs coréens, les Russes ne font d'ailleurs aucun effort pour se dissimuler. Le 23 avril, les Japonais repèrent la ligne de front russe et les détails de leurs positions défensives près d'Antung. Le renseignement des Japonais est si efficace que leur estimation des forces russes ne supérieur que de 1 000 au nombre exact et leur estimation des pièces d'artillerie ne que de deux de moins que le nombre exact. Ils font beaucoup d'efforts pour garder leurs troupes dissimulées. Des écrans d'arbres, de millet, et de buissons sont utilisés pour cacher leurs activités ainsi que les routes, l'artillerie, et d'autres équipement.

## Prélude

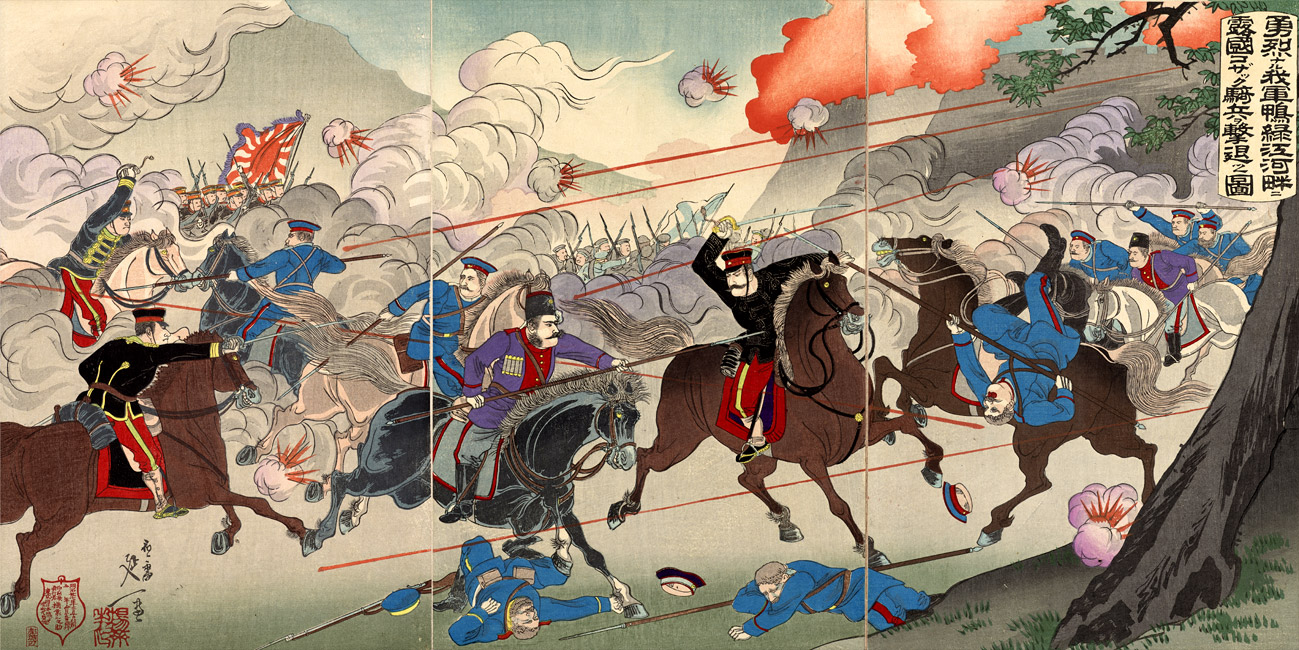
« Image de notre valeureuse armée repoussant la cavalerie cosaque russe sur les rives du fleuve Yalou » par Watanabe Nobukazu (1874-1944), mars 1904.

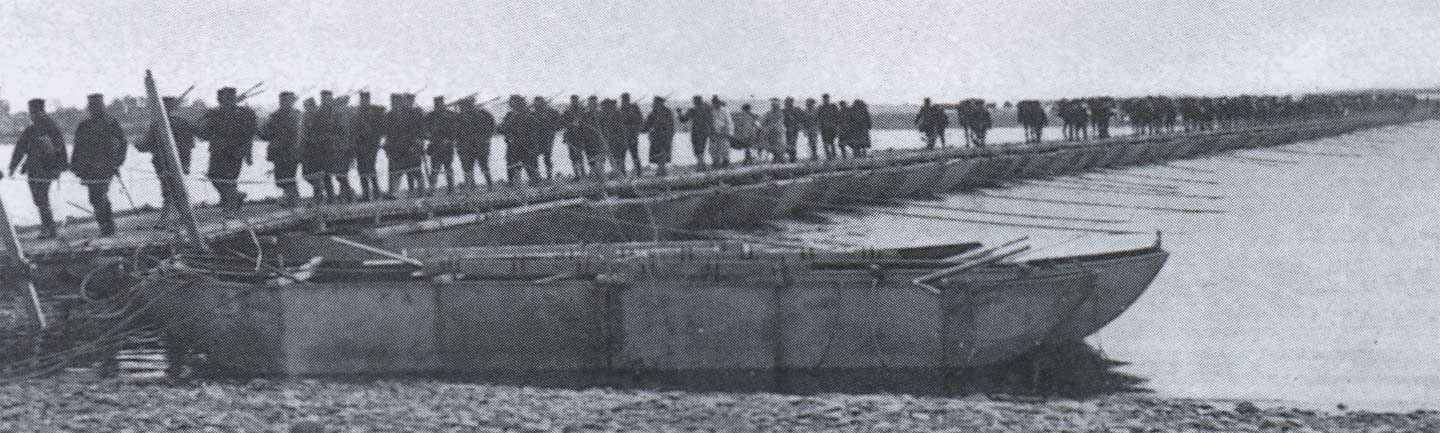
Troupes japonaises traversant le Yalou.

Le prélude de l'affrontement principal a lieu à 21h45 dans la nuit du 25 avril 1904 quand deux bataillons de la 2e division japonaise capturent deux îles dans le fleuve Yalou sans rencontrer d'opposition. Après avoir reçu des renforts d'unités de la garde impériale à 4h00 le 26 avril, un bref échange de coups de feu a lieu mais le poste d'observation d'avant-garde russe se retire par les lignes principales russes jusqu'à la rive nord.
Les ingénieurs du génie japonais estiment que dix ponts d'environ 1,5 km chacun sont nécessaires pour enjamber le fleuve. Un tiers d'entre eux sont construits avec des pontons d'acier préfabriqués pesant 45 kg chacun. Les autres sont construits avec les ressources locales. Disposant d'une vue complète sur les positions russes, les Japonais commencent la construction d'un terre-plein sur le fleuve Yalou qui est immédiatement la cible de deux batteries d'artillerie russes. Tandis qu'ils commencent à engager le combat, les Japonais préparent neuf autres ponts qui pourront être rapidement installés pour un assaut rapide à travers le fleuve en d'autres lieux.
Une fois les îles du fleuve sécurisées, le général Kuroki ordonne la mise en place d'une diversion dans le cours inférieur du Yalou et les canonnières japonaises engagent les détachements cosaques à l'embouchure du fleuve. Le général Zassoulitch pense alors que l'attaque principale japonaise aura lieu dans les environs de la ville d'Antung, et il concentre ses forces en ce point.
Kuroki est maintenant capable de manœuvrer contre les faibles forces de l'aile gauche des russes, et déploie la 12e division et la garde impériale pour traverser le fleuve. Les Russes observent ces mouvements avec inquiétude et le général Kashtalinsky informe Zassoulitch que les Japonais sont sur le point de commencer un assaut et que ses positions vont probablement être prises de flanc. Zassoulitch choisit d'ignorer ces rapports, pensant que l'attaque est une diversion, et redéploie un seul bataillon avec quatre canons. Il reste convaincu que l'attaque principale japonaise aura lieu à Antung, et laisse sa force principale ainsi que ses réserves sur place.

## La bataille principale

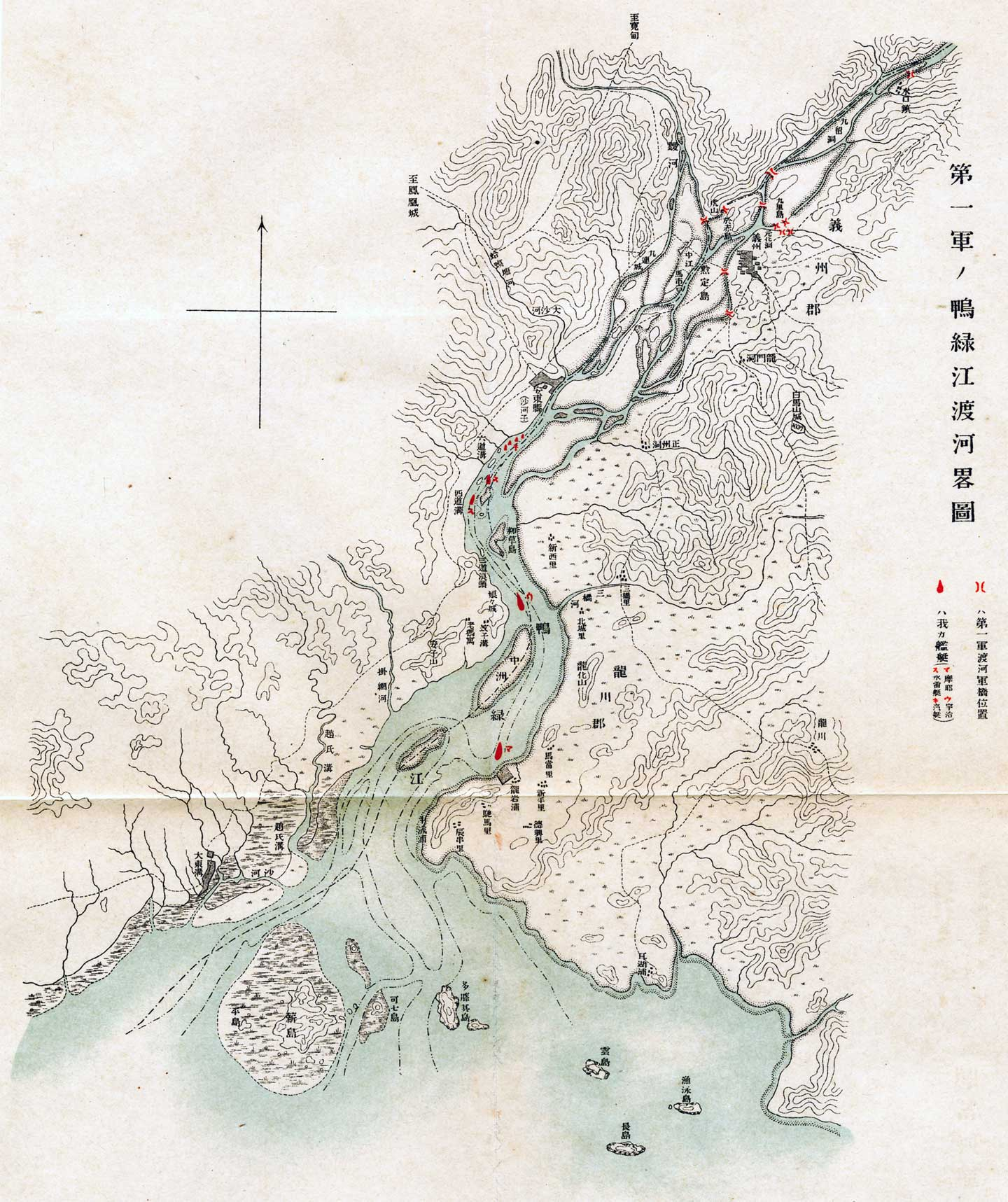
Carte de la traversée du fleuve Yalou par la 1re armée japonaise.

L'attaque principale japonaise commence le matin du 27 avril 1904. Vers 3h00, la 12e division travers le fleuve et avance en trois colonnes sur la droite. La garde impériale avance quant à elle au centre. À 4h00, l'artillerie de la garde peut cibler les lignes russes exposées. La 1re armée japonaise continue son avancée en trois sections et traverse le Yalou à minuit le 29 avril 1904 sans vraiment rencontrer d'opposition. La visibilité limitée empêche les Russes de voir les mouvements japonais. Quand le brouillard se lève finalement vers 5h00, l'artillerie japonaise ouvre le feu sur les formations russes.
La 2e division prend position au centre, avançant sur le nouveau terre-plein érigé et piège les Russes par un mouvement en tenailles près du hameau de Chuliengcheng, du côté mandchou du Yalou, face à Wiju. À 10h00, les Russes se replient et les Japonais tentent de bloquer leur fuite vers Fenghuangcheng au Nord.

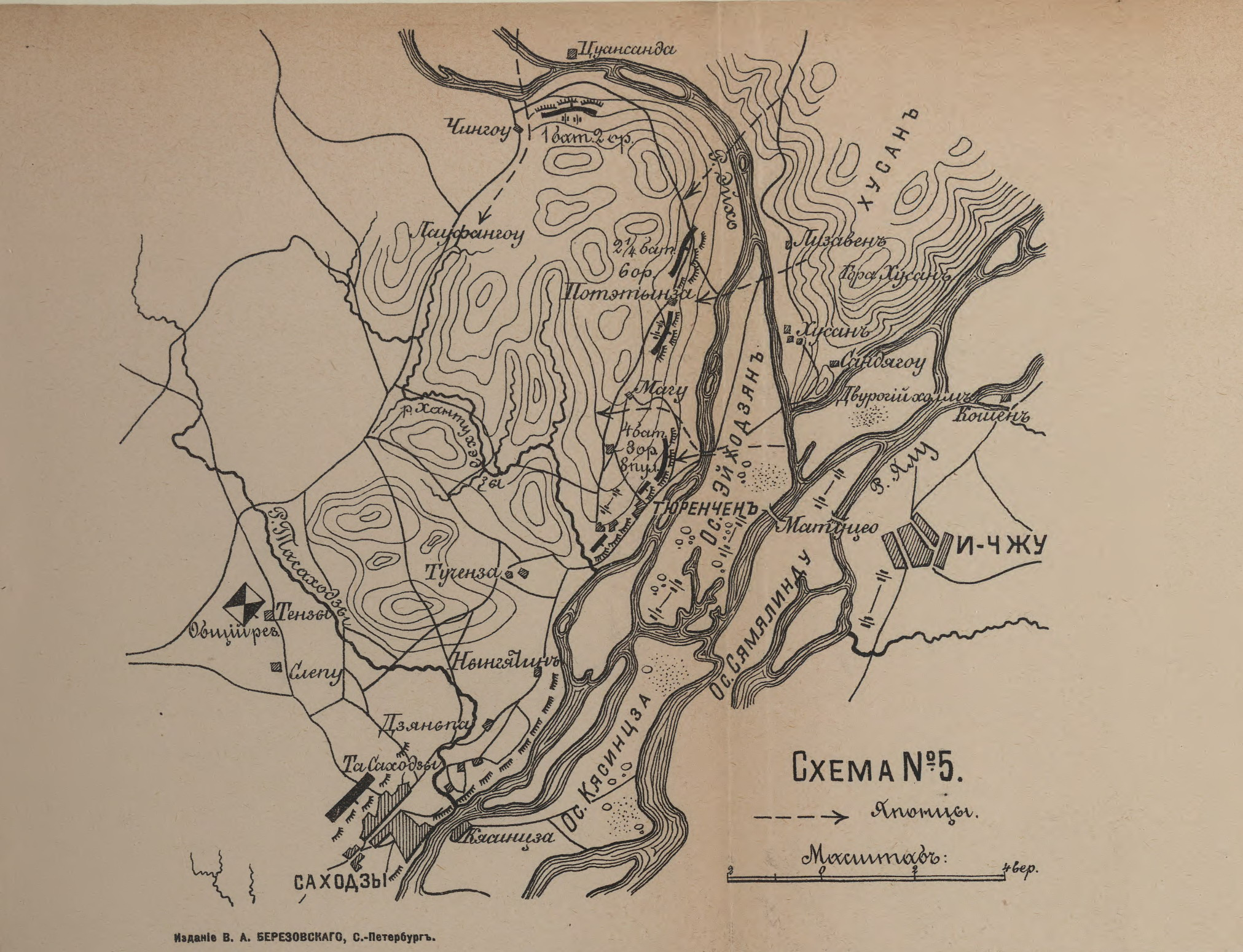
Carte russe représentant les positions du détachement oriental et de l'avance japonaise.

Les Japonais disposent d'obusiers de 12 cm, construits par Krupp, et utilisent leurs effets dévastateurs sur les positions russes exposées. À la lumière des événements, le général Zassoulitch est fortement conseillé par son État-major de se replier pour installer une nouvelle position défensive. Cependant, il refuse opiniâtrement de reculer et envoie même un télégramme au tsar Nicolas II à Saint-Pétersbourg pour l'informer de la victoire prochaine. Il choisit d'ignorer les ordres de retrait progressiste du général Kouropatkine (comme confirmé par le chef d'État-major de Kouropatkine, le général V.V. Sakarov).
Le général Kuroki prévoit de continuer d'avancer avec la 12e division pour envelopper l'aile gauche russe. Cependant, maintenant que l'artillerie ennemie a été neutralisée, il décide d'engager la garde impériale et la 2e division dans un assaut simultané. Les Japonais rencontrent alors leur première résistance sérieuse. L'avance de la 2e division est interrompue un moment et s'il avait resté quelques canons russes, le résultat de la bataille aurait pu être différent. Les Russes sont repoussés de leurs positions avec de lourdes pertes et les survivants fuient vers le sommet des collines où les conseillers de Zassoulitch les ont encouragés à se replier. Durant la retraite, une contre-attaque du 12e régiment russe de fusiliers de Sibérie orientale est effectuée mais, en manque de canons, elle ouvre plutôt une brèche dans les lignes russes.
La position russe est maintenant totalement intenable, et les positions restantes sont sur le point d'être encerclées. Le général Zassoulitch ordonne la retraite. Le 11e régiment russe de fusiliers de Sibérie orientale, qui couvre la retraite, est isolé par les Japonais et subit de lourdes pertes durant sa percée de retraite vers les autres forces russes. À l'arrivée de la 12e division japonaise, l'aile gauche russe panique et se disperse.
À 17h30, le 1er mai 1904, le reste du détachement oriental russe se rend ou fuit vers Fenghuangcheng au Nord et la bataille du fleuve Yalou se termine.

## Issue
La bataille du fleuve Yalou finit sur une victoire du Japon. 1 036 Japonais ont été tués ou blessés sur un total de 42 500 hommes de la 1re armée. Le détachement oriental russe souffre de 2 700 pertes en tout, dont 500 tués, 1 000 blessés, 600 prisonniers, et la perte de 21 canons sur 24.

## Importance
La bataille du fleuve Yalou est le premier engagement terrestre important de la guerre russo-japonaise. La défaite du détachement oriental russe remet en question l'idée que les Japonais sont des adversaires faciles, que la guerre sera courte, et que la Russie remportera une victoire écrasante.Ce qui déplaît au Tsar Nicolas II .